# Tilleul-Dame-Agnès
Tilleul-Dame-Agnès ist eine französische Gemeinde mit 197 Einwohnern (Stand: 1. Januar 2022) im Département Eure in der Region Normandie (vor 2016 Haute-Normandie). Sie gehört zum Arrondissement Évreux (bis 2017: Arrondissement Bernay) und zum Kanton Conches-en-Ouche. Die Einwohner werden Tillolais genannt.

## Geographie
Tilleul-Dame-Agnès liegt etwa 25 Kilometer südöstlich von Bernay. Umgeben wird Tilleul-Dame-Agnès von den Nachbargemeinden Berville-la-Campagne im Norden, Louversey im Osten und Süden sowie Collandres-Quincarnon im Westen.

## Bevölkerungsentwicklung
| Jahr                       | 1962 | 1968 | 1975 | 1982 | 1990 | 1999 | 2006 | 2019 |
| Einwohner                  | 163  | 144  | 146  | 135  | 155  | 174  | 213  | 192  |
| Quellen: Cassini und INSEE |      |      |      |      |      |      |      |      |

## Sehenswürdigkeiten
- Kirche Saint-Martin aus dem 15. Jahrhundert, Umbauten aus dem 18. Jahrhundert, Monument historique seit 1961
- Pfarrhaus aus dem 17. Jahrhundert
- Herrenhaus in Bruyère aus dem 12. Jahrhundert, Umbauten aus dem 16./17. Jahrhundert

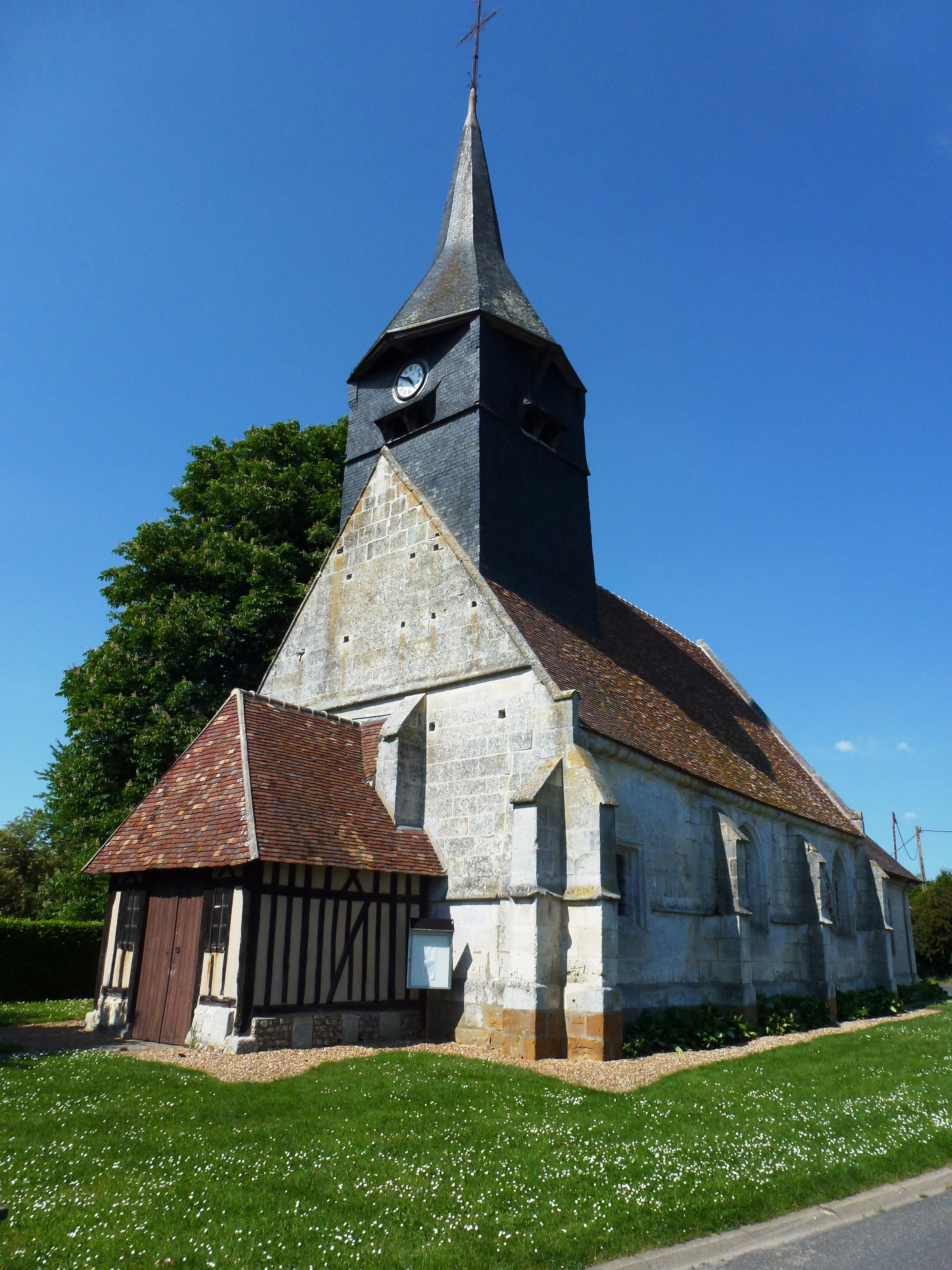
Kirche Saint-Martin